# Szarowola (gromada)
Szarowola – dawna gromada, czyli najmniejsza jednostka podziału terytorialnego Polskiej Rzeczypospolitej Ludowej w latach 1954–1972.
Gromady, z gromadzkimi radami narodowymi (GRN) jako organami władzy najniższego stopnia na wsi, funkcjonowały od reformy reorganizującej administrację wiejską przeprowadzonej jesienią 1954 do momentu ich zniesienia z dniem 1 stycznia 1973, tym samym wypierając organizację gminną w latach 1954–1972.
Gromadę Szarowola z siedzibą GRN w Szarowoli utworzono – jako jedną z 8759 gromad na obszarze Polski – w powiecie tomaszowskim w woj. lubelskim na mocy uchwały nr 16 WRN w Lublinie z dnia 5 października 1954. W skład jednostki weszły obszary dotychczasowych gromad Szarowola, Pańków i Zielone ze zniesionej gminy Tarnawatka oraz obszar dotychczasowej gromady Zamiany ze zniesionej gminy Pasieki w tymże powiecie. Dla gromady ustalono 19 członków gromadzkiej rady narodowej.
1 stycznia 1962 gromadę zniesiono, włączając jej obszar do gromad Tarnawatka (wsie Pańków, Szarowola i Zielone, kolonię Przejma oraz osady leśne Pańków i Przejma) i Tomaszów (wieś Zamiany) w tymże powiecie.